# Spetsnäst ekorre
Spetsnäst ekorre (Rhinosciurus laticaudatus) är en däggdjursart som först beskrevs av Müller 1840.  Rhinosciurus laticaudatus är ensam art i släktet Rhinosciurus som ingår i familjen ekorrar.

## Beskrivning
Djuret har på ovansidan en rödbrun till svartbrun färg och buken är grå till vitaktig. Spetsnäst ekorre når en kroppslängd (huvud och bål) mellan 19 och 24 cm samt en vikt av 185 till 255 gram. Svansen är 9,5 till 15 cm lång och är grå med vita hårspetsar. Arten liknar släktet Lariscus men har inga mörka strimmor på kroppen. Spetsnäst ekorre förväxlas av den lokala befolkningen ofta med spetsekorrar (Tupaiidae) och de betecknas med samma namn, tupai, trots att de tillhör olika däggdjursordningar.
Spetsnäst ekorre förekommer på Malackahalvön, på Sumatra och på västra Borneo. Den hittas även på mindre öar i samma region. Arten vistas i olika skogar.
Födan utgörs främst av myror, termiter, skalbaggar och daggmaskar som kompletteras med frukter. Utanför parningstiden lever varje individ ensam. Spetsnäst ekorre hittar sin föda oftast på marken och vilar i bon bland trädens rötter. Per kull föds en eller två ungar som vid födelsen är nakna och blinda.
Arten hotas främst genom skogsavverkningar för att skapa jordbruksmark. IUCN kategoriserar spetsnäst ekorre globalt som nära hotad.

## Systematik
Enligt Wilson & Reeder (2005) tillhör spetsnäst ekorre underfamiljen Callosciurinae. I samma verk skiljs mellan 3 underarter.
- R. l. laticaudatus
- R. l. alacris
- R. l. saturatus

Catalogue of Life listar däremot inga underarter.